# Лібра (вага)
Лібра (лат. libra) — давньоримська міра ваги, що дорівнює 327,168 грама. Застосовувалася переважно для позначення ваги дорогоцінних металів, зокрема золота.
Лібру прирівняно до 1 фунта, 12 унцій, 96 драхм та 3/4 міни.